# Поділка кутоміра
Поділка кутоміра («тисячна») — центральний кут, довжина дуги якого дорівнює 1/6000 частини довжини кола.
У військовій справі визначення кута в поділках кутоміра можна виконувати з використанням, зокрема: кутомірного кільця бусолі, сітки бінокля або перископа, артилерійським кругом (на карті), ціликом прицілу, пристроєм поправок снайперської гвинтівки та підручними предметами.

## Значення
Довжина дуги кута ∪АВ однієї поділки кутоміра дорівнює:
{\displaystyle \cup AB={\frac {2\pi R}{6000}}={\frac {2\cdot 3,14\cdot R}{6000}}={\frac {1}{955}}R=0,001105R\approx 0,001R}
Під час практичних розрахунків зручно приймати, що довжина дуги, яка відповідає куту в одну поділку кутоміра, дорівнює 1/1000 радіуса, яким проведене коло. Тому поділку кутоміра називають ще «тисячною». В коло входить 6000 поділок кутоміра, або 6000 «тисячних». Однак, таке округлення вносить системну похибку в 4,5% (округлено — 5%).
Отож, центральний кут, який спирається на дугу, що дорівнює 0,001 R, тобто поділка кутоміра, називається тисячною: 0-01 = 1 п.к. = 1 тис.

## Вимова
Для зручного усного передавання кута в поділках кутоміра сотні поділок вимовляють окремо від десятків та одиниць. Цей спосіб, тобто відокремлення, використовують і для запису, для чого сотні поділок кутоміра відокремлюють від десятків і одиниць рискою.
Значення поділки кутоміра до риски називають великими поділками кутоміра (ВПК), а після риски — малими поділками кутоміра (МПК). Малою поділкою кутоміра називають одну поділку кутоміра (одну тисячну). Великою поділкою кутоміра називають кут в 100 малих поділок кутоміра:
1 ВПК = 100 МПК = 1-00.

## Співвідношення з градусами
Коло містить 360°, або 21600'.
- Одна поділка кутоміра дорівнює 21600/6000 = 3,6'.
- Одна велика поділка кутоміра дорівнює 3,6·100 =360’ = 6°.
- Один градус приблизно дорівнює 6000/360 = 16,66 п.к. = 17 п.к.

Для переведення значень кутів, виражених у поділках кутоміра, в значення, виражені в градусах та хвилинах, і навпаки, користуються співвідношеннями:
60-00 =360°
30-00 = 180°
15-00 = 90°
1-00 = 6°
0-01 = 3,6'

## Формула кутоміра
Простими тригонометричними обчисленнями можна встановити таку залежність між кутом між двома рівновіддаленими точками β (в тисячних), відстанню між ними l, та відстані до них D, що зветься формулою кутоміра:
{\displaystyle l=\beta {\frac {D}{1000}}}
Завдяки цій формулі розв'язують три типи задач:
1. Знаючи кут між двома рівновіддаленими точками β і дальність до них D, визначають відстань між ними l за формулою
{\displaystyle l=\beta {\frac {D}{1000}}}
2. Знаючи відстань між двома точками l і дальність до них D, визначають значення кута в поділках кутоміра β між напрямками на ці точки за формулою
{\displaystyle \beta ={\frac {1000\cdot l}{D}}}
3. Знаючи відстань між двома точками l і значення кута між напрямками на них β, визначають дальність D за формулою
{\displaystyle D={\frac {1000\cdot l}{\beta }}}
Через запровадження систематичної похибки при визначенні тисячної, для точних обчислень треба врахувати, що під час розв'язання задач за формулою тисячної лінійну величину треба збільшити на 5 %, а кутову — зменшити на 5 %.
Поширені мнемонічні фрази для запам'ятовування формули тисячних для різних позначень змінних величин: «Доппайок — тисяча ложок» ({\displaystyle D\cdot n=1000\cdot l}), «Дуй в тисячу» ({\displaystyle D\cdot y=b\cdot 1000}).